# Włochów (województwo lubuskie)
Włochów (niem. Wällisch) – wieś w Polsce położona w województwie lubuskim, w powiecie żarskim, w gminie Przewóz.
W latach 1975–1998 miejscowość należała administracyjnie do województwa zielonogórskiego.